# وحيش مجهري

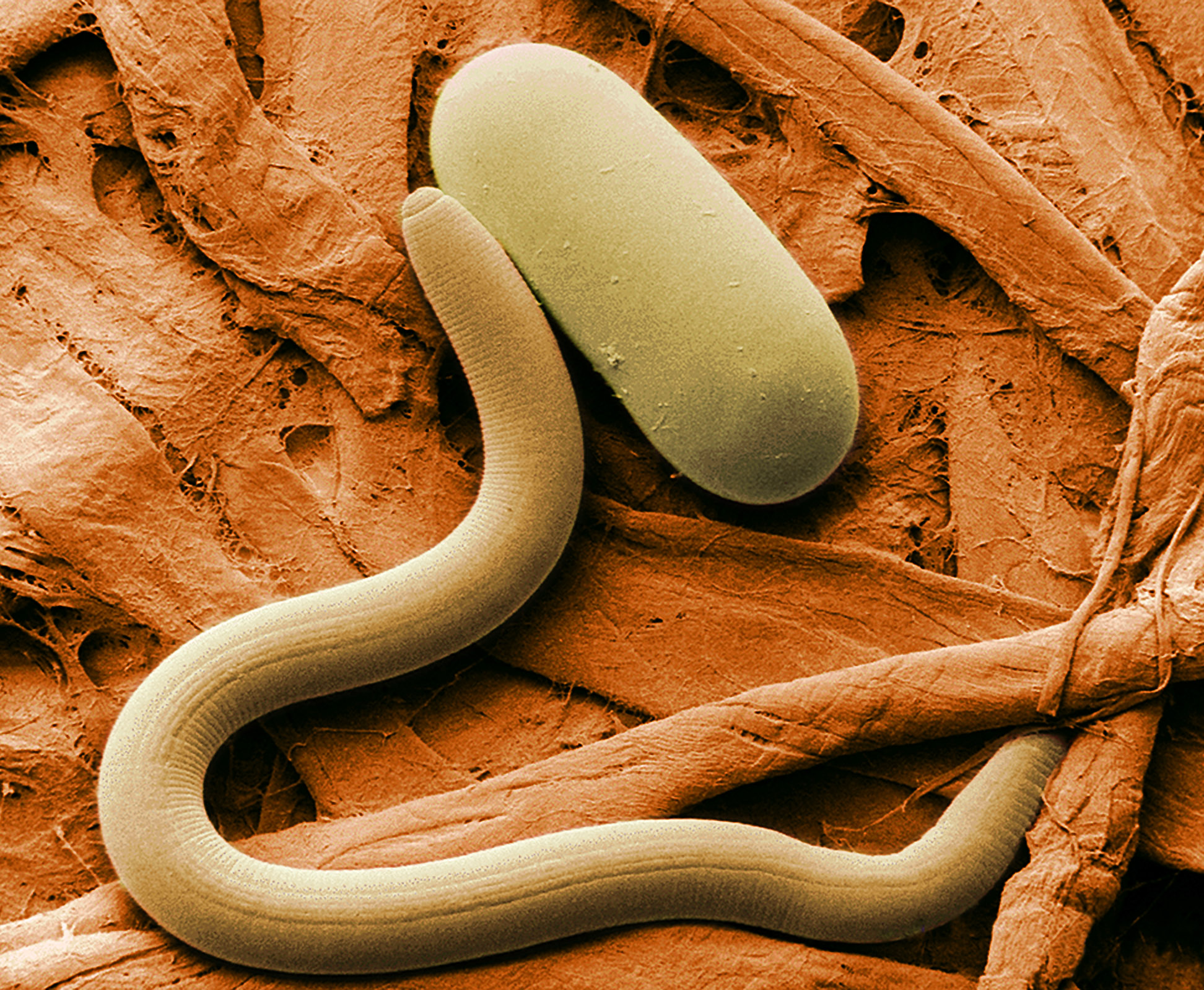
بيض وديدان فول الصويا الخيطية التي تعيش في المثانة.

الوحيش المجهري (اللغة الإغريقية ميكروس «صغير» + كلمة فونا اللاتينية الجديدة بمعنى «حيوان») تشير إلى الكائنات الحية المجهرية التي تُظهر صفات تشبه صفات الحيوانات. يعد الوحيش المجهري من مملكة الحيوانات (على سبيل المثال، الديدان الأسطوانية، مفصليات الأرجل الصغيرة) ومملكة الطلائعيات (أي بمعنى، الأوليات). هذا على عكس النبيت المجهري الذي يشكل، بجانب الوحيش المجهري، الحيوانات المجهرية.

## الموطن
يتواجد الوحيش المجهري في كل موطن على وجه الأرض. تقوم هذه الديدان بأدوار أساسية كمحللات ومصادر غذاء للمستويات الغذائية الأقل، وتعتبر ضروريةً لدفع العمليات داخل الكائنات الحية الأكبر.

## الدور
يمكن ذكر مثال معين واحد لدور ديدان الوحيش المجهري في التربة، حيث يعد وجودها مهمًا في تدوير المغذيات في النظم البيئية. فديدان الوحيش المجهري التي تسكن التربة قادرة على هضم أية مادة عضوية، وبعض المواد غير العضوية (مثل تي إن تي والمطاط الصناعي). 
وغالبًا ما تكون هذه الكائنات بمثابة روابط أساسية في السلسلة الغذائية بين المنتجين الأساسيين والأنواع الأكبر. على سبيل المثال، العوالق الحيوانية هي حيوانات مجهرية وأولانيات منتشرة تتغذى على الطحالب والمخلفات في المحيطات. وتشمل الفوريمينفورا والكريل، وهما مصدر غذاء رئيسي لحيوانات مثل الحيتان. 
كما تساعد الحيوانات الدقيقة أيضًا في عملية الهضم وغيرها من العمليات داخل الكائنات الحية الأكبر.

## كريبتوزوا
تعد ديدان الوحيش المجهري أقل فهمًا لحياة التربة، وذلك بسبب صغر حجمها وتنوعها الهائل. وينتسب العديد من ديدان الوحيش المجهري لما يسمى كريبتوزوا، وهي الحيوانات، التي لم يصفها العلماء بعد. ومن بين ما يُقدر بنحو 10 إلى 20 مليون نوع حيواني في العالم، هناك 1.8 مليون نوع فقط تمت تسميتها علميًا، والعديد من هذه الملايين التي لم تتم تسميتها بعد هي أنواع من الوحيش المجهري، والكثير منها يتواجد في المناطق الاستوائية.

## وصلات خارجية
The role of soil microfauna in Plant disease suppression. University of California